# Charles Stewart Mott
Charles Stewart Mott (2 de junio de 1875 – 18 de febrero de 1973) fue un empresario estadounidense, cofundador de la compañía automovilística General Motors. Desarrolló una reconocida labor como filántropo y fue alcalde de Flint (Míchigan), en dos ocasiones.

## Primeros años
Mott nació en 1875 en Newark, Condado de Essex, Nueva Jersey. Era hijo de John Coon Mott e Isabella Turnball Stewart.
Se graduó como ingeniero en el Instituto de Tecnología Stevens en 1897. Empezó a trabajar para su padre y su tío, Fred Mott, quien había adquirido un negocio de fabricación de ruedas de bicicleta (Weston-Mott Co.). Después de la muerte de su padre, C. S. Mott fue nombrado superintendente de la compañía por su tío. Se mudó a Flint, Míchigan, en 1907, tras aceptar una solicitud de William C. Durant para que trasladase allí su compañía, la Weston-Mott, que más adelante se fusionaría con la Buick Motor Company. Este hecho propició que Mott se convirtiera en socio cofundador con Durant de la Empresa General Motors, tras haber formalizado en 1907 una alianza con R.S. McLaughlin para operar en Canadá. La compañía sería más adelante comprada por General Motors mediante el intercambio de acciones de GM. En 1921, Mott fue nombrado Jefe del Consejo en la Sede de Detroit, formando parte del consejo de administración de la empresa durante 60 años, desde 1913 hasta su muerte en 1973.
Fue alcalde de la ciudad de Flint en 1912 y 1913, siendo derrotado en las elecciones de 1914. Volvió a ser elegido en 1918. Accedió al cargo de vicepresidente de General Motors en 1916.
En 1920 participó en las elecciones primarias del Partido Republicano para el cargo de Gobernador de Míchigan. En 1924 y 1940 actuó como delegado de Míchigan en la Convención Nacional Republicana. Fue seleccionado como Elector por Míchigan del Partido Republicano para la nominación del candidato presidencial en 1964.

## Organizaciones
Charles Mott era miembro de las organizaciones siguientes: Legión Americana, Veteranos Unidos de la Guerra contra España, Veteranos de Guerras Extranjeras, Masonería, Elks, Kiwanis, Alces y Rotarios.

## Obra filantrópica
- En 1926, Mott estableció la Fundación C.S. Mott.[1]
- El Instituto Warren Mott en Warren (Míchigan), está nombrado en su honor.
- El Instituto Waterford Mott, de Waterford, Míchigan, también está nombrado en su honor.
- El Premio Charles S. Mott es uno de los tres prestigiosos premios de investigación que anualmente otorga la Fundación General Motors en la Lucha Contra el Cáncer.
- Un edificio en el campus de la Universidad de Chicago está nombrado en su honor, así como un edificio en la Universidad Kettering.
- En 1965, la Fundación Charles Stewart Mott donó 6.5 millones de dólares para mejorar la división pediátrica del Departamento de Medicina Interna de la Universidad de Míchigan. El Hospital para Niños C.S. Mott, abierto en 1969, es parte del Sistema de Salud de la Universidad de Míchigan, y está considerado como uno de los mejores del mundo. En 2005, la Fundación donó otros 25 millones de dólares para la construcción de un nuevo hospital, inaugurado en diciembre de 2011. La instalación dispone de 102.000 m² edificados, 348 camas, 50 habitaciones privadas de maternidad y otras 46 habitaciones de cuidados intensivos neonatales.
- El C S Mott Lake, un lago artificial en el río Flint, es el eje central del Área Recreativa Genesee, situada al nordeste de Flint. Lleva este nombre en su memoria, como el Mott Community College.
- El terreno de Crossroads Village, parte del sistema de parques del condado de Genesee, fue donado por Mott, o al menos así lo afirman sus empleados.

## Vida personal
Charles Mott se casó con Ethel Culbert Harding en 1900, y tuvieron tres niños: Aimee, Elsa y C. S. Harding. Ethel murió en 1924 con 43 años de edad, después de precipitarse por de la ventana de su dormitorio en una segunda planta. En 1927, Mott se casó con su segunda mujer, Mitlies Rathburn (1892-1928). Mitlies murió de una amigdalitis el 26 de febrero de 1928. En marzo de 1929, Mott se casó con su tercera mujer, Dee Furey (1899-1986), divorciándose en octubre del mismo año. En 1934 contrajo matrimonio con su cuarta esposa, Ruth Rawlings, con la que también tuvo tres niños (Susan Elizabeth, Stewart Rawlings, y Maryanne Mott).

## Applewood (Finca de Mott)
Su propiedad en Flint (Míchigan), Applewood, se edificó en 1916 como una granja autosostenible para la familia de Charles Stewart Mott. Está incluido en la lista del Registro Nacional de Lugares Históricos. La residencia principal y las tierras abarcan aproximadamente 34 acres (140.000 m²), estando algo más de la mitad dedicados a jardines de estilo inglés. Incluyen plantas perennes, rosales, flores y jardines ornamentales, así como una huerta con 29 variedades de manzanas. J Harold Olmsted, era  jardinero personal de Mott. El padre de Harold, Carl Don Olmsted, era su chófer. La edificación de entrada original, el granero y el gallinero completan la propiedad. La Fundación Ruth Mott mantiene actualmente  Applewood.